# Josh Dylan

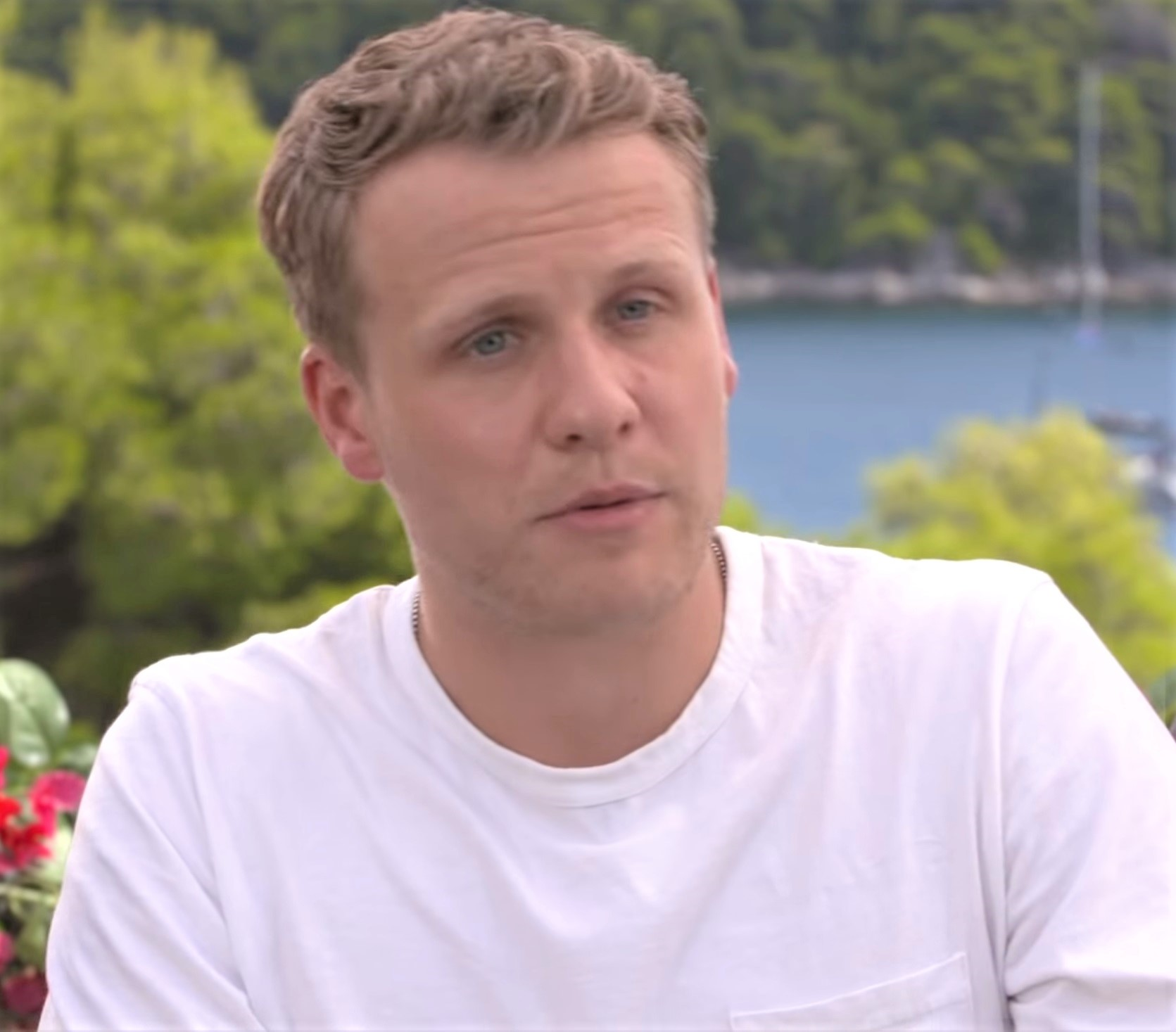
Josh Dylan (2018)

Josh Dylan (* 19. Januar 1994 in London) ist ein britischer Schauspieler.

## Leben und Wirken
Josh Dylan besuchte das Ardingly College und wurde an der Guildhall School of Music and Drama in London ausgebildet.
2017 gewann er den Off West End Award als bester Nebendarsteller.
Im Film Mamma Mia! Here We Go Again singt er mit Lily James Why Did it Have to be Me und wurde hierfür im Februar 2025 in seiner Heimat mit einer Goldenen Schallplatte ausgezeichnet.

## Filmographie (Auswahl)
| Jahr | Titel                         |
| ---- | ----------------------------- |
| 2016 | Allied                        |
| 2018 | Mamma Mia! Here We Go Again   |
| 2018 | The Little Stranger           |
| 2019 | The End of the F***ing World  |
| 2020 | Noughts and Crosses           |
| 2023 | The Buccaneers (Fernsehserie) |